# Jardín Botánico de las Tierras Interiores de Australia
El Jardín Botánico de las Tierras Interiores de Australia, (inglés: Australian Inland Botanic Gardens AIBG; anteriormente: Sunraysia Oasis Botanical Gardens)) es un jardín botánico y arboreto de 152 hectáreas de extensión, especializado al 50% en flora australiana, dentro de las regiones The Mallee y Sunraysia, Nueva Gales del Sur, Australia. 
El código de reconocimiento internacional del "Australian Inland Botanic Gardens" como miembro del "Botanic Gardens Conservation Internacional" (BGCI), así como las siglas de su herbario es SUNRA.

## Localización e información
El jardín botánico se ubica en el área de las regiones The Mallee y Sunraysia en  Australia. En "River Road" en Wentworth Shire de Mourquong, Nueva Gales del Sur, a 5 km al noreste de Buronga. En las proximidades se encuentra la ciudad regional de Mildura (Victoria) que está atravesada por el río Murray. El "AIBG" es el primer jardín botánico de clima semiárido del Hemisferio Sur.
Australian Inland Botanic Gardens PO Box 2809, Mildura Vic 350 Australia.
Planos y vistas de satélite.34°8′9.6″S 142°8′20.4″E / -34.136000, 142.139000
Está abierto todos los días del año.
En sus inicios el jardín botánico tenía (49 ha.) de las cuales la mitad correspondían a los jardines de secano y la otra mitad a los jardines con riego. El "AIBG" actualmente tiene unas 152 ha. de jardín botánico. En los que se incluye:
- La reserva de frontal del Río para el desarrollo futuro como  área natural de amarre y de  reparación de barcos (42ha.)
- Clifftop, reservado para un futuro desarrollo de infraestructuras.
- Área de una colina arenosa de Mallee (109 ha.)
- Sendero de Naturaleza[4]

## Historia

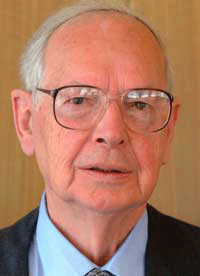
Sir Ninian Stephen, promotor del AIBG.

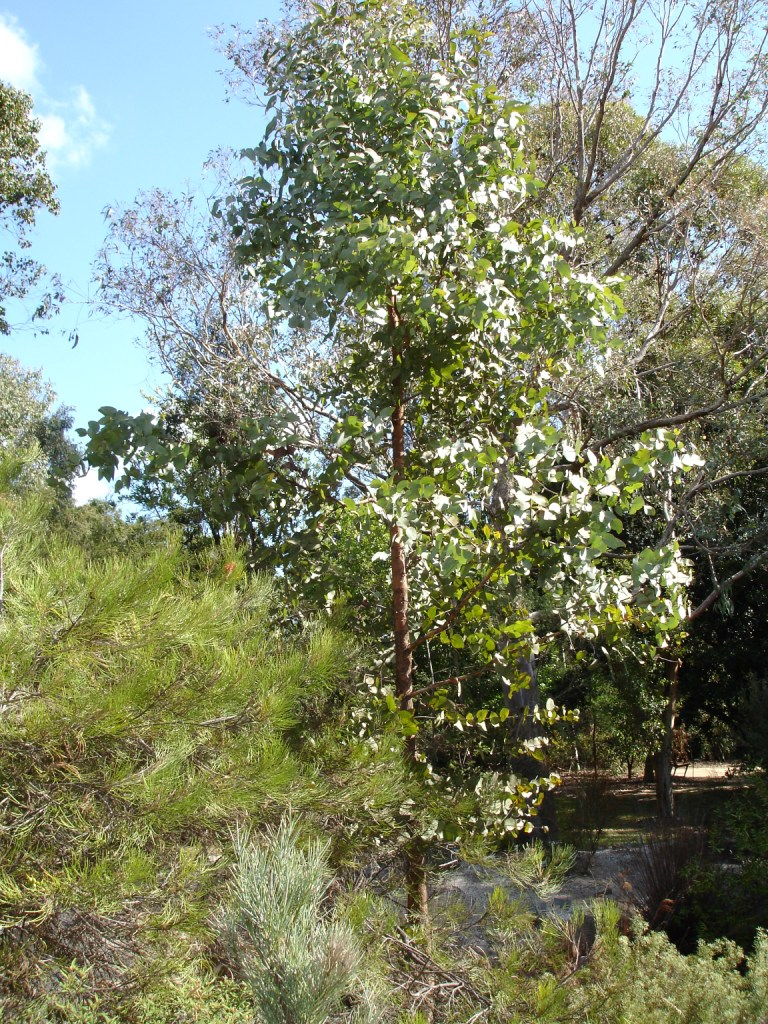
Eucalyptus dumosa, parte de la colección "The mallee".

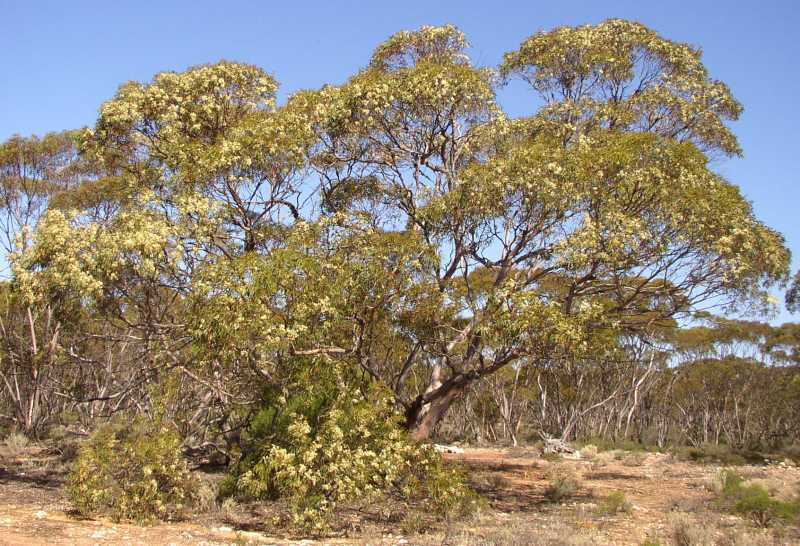
Eucalyptus oleosa, también parte de la colección "The mallee".

Un grupo de científicos del Commonwealth Scientific and Industrial Research Organisation (CSIRO) maduraron la idea de crear el jardín botánico y la reunión inaugural del comité de dirección del jardín tuvo lugar en 1983. Cinco años más tarde, la tierra, usada previamente como terreno de pastos para ovejas, fue adquirida como donación a la comunidad. Desarrollaron el grupo de voluntarios, amigos de los jardines botánicos interiores australianos, también en 1988. En 1989, AIBG fue establecido. John Wrigley, fue el director inaugural procedente del Jardín Botánico Nacional de Australia, quien elaboró el plan maestro. 
Las primeras plantaciones tuvieron lugar en 1991. Los patrocinadores del "AIBG", Lady Stephen y Sir Ninian Stephen, el antiguo Gobernador-General de Australia, participaron en la  plantación de Eucalyptus citriodora a lo largo de la avenida de entrada. El primer establecimiento también incluyó la primera zona de exhibición floral de plantas australianas tolerantea a la sal. En el mismo año, fue adquirido por la sociedad histórica de Mildura y desmontado posteriormente para el transporte al AIBG de la histórica granja ovejera "Garnpang", construida con troncos de pino. Una gran parte de ella fue reconstruida en los jardines. Se utiliza en una variedad de maneras, incluyendo como centro de visitantes temporal, espacio para aula de clase y como centro social. El sendero que rodea "Garnpang" está hecho con yeso de las minas locales.
En 1992, contrataron a los empleados a tiempo completo. Una bomba fue colocada en el río  Murray para permitir una instalación de un sistema temprano de irrigación. Esto permitió crear  el área de plantas tolerantes a la sal, y el establecimiento formalmente diseñado de la rosaleda, sus primeras hileras fueron plantadas por el gobernador de Victoria, Richard McGarvie y su esposa. El año siguiente, comenzaron las plantaciones de otras secciones incluyendo las secciones americanas y europeas. Al mismo tiempo, la "Historical Society" (sociedad histórica) transfirió la propiedad de "Garnpang" al AIBG. Los mapas y los planos fueron publicados en el libro, Garnpang, en 1993, por la asociación "Friends of Sunraysia Oasis Botanical Gardens, and the Mildura and District Historical Society" (Amigos de los jardines botánicos del oasis de Sunraysia, la sociedad histórica de Mildura y del distrito de la Sociedad Histórica).
El sistema de irrigación fue terminado en 1995, y comenzaron las plantaciones de otras secciones, incluyendo las de las tierras secas australianas, Nueva Zelanda, asiáticas, y las secciones africanas. El molino de viento del jardín fue donado por los vecinos de Gol Gol. Y el tren fue comprado por el "Mourquong's Orange World".

## Colecciones botánicas
El Australian Inland Botanic Gardens en especies de plantas adaptadas a climas áridos y es un jardín botánico único entre los existentes en Nueva Gales del Sur y Victoria.
En el jardín botánico el 50 % de las plantas que alberga en las colecciones es flora australiana. El "AIBG" tiene más de 20,000 plantas y aproximadamente el 50% de las plantas están etiquetadas. En él se incluyen no solo las plantas nativas de Australia, sino también plantas de las Floras de Nueva Zelandia, África, Europa, Asia, del Norte y del Sur de América.  
- Flora de la región, I.e. Cassia, Acacia, Hakea, wilga. El jardín incluye especímenes preservados, maduros de The Mallee, incluyendo Eucalyptus dumosa, Eucalyptus oleosa, Eucalyptus socialis, Eucalyptus gracilis, y Eucalyptus viridis, alguno de los cuales tienen más de 2500 años de edad.[8]
- Plantas suculentas y cactus,
- Arbustos resistentes a altas concentraciones de sal, con ejemplares de la flora local y plantas  exóticas separadas por zonas geográficas.[9]
- Flora de las regiones áridas del mundo.
- Rosaleda que contiene unos 1624 arbustos de cultivares de rosas de una gran variedad de colores.[2]
- Rocalla.[4]

## Actividades
Está abierto a diario y la entrada es gratuita.